# Tournoi international de Berlin 1908
Navigation
Édition suivante
Le Tournoi international de Berlin 1908 est la 1er édition du Tournoi international de Berlin. Il se déroule du 2 au 5 novembre 1908.

## Résultats des matchs et classement

### Premier tour
| 2 novembre 1908 | Berlin SC | 13-0 | SC Charlottenburg | Berliner Eispalast |

### Demi-finales
| 3 novembre 1908 | Berlin HC | 1-3 | Princes Ice Hockey Club | Berliner Eispalast |

| 4 novembre 1908 | Berlin SC | 2-9 | CP Paris | Berliner Eispalast |

### Finale
| 5 novembre 1908 | Princes IHC | 3-2 | CP Paris | Berliner Eispalast |

## Référence
Article sur hockeyarchives